# Делекторский, Ксенофонт Иванович
Делекторский, Ксенофонт Иванович (1799—1842) — православный священник, проповедник, преподаватель, профессор Санкт-Петербургской духовной академии (СПбДА).

## Биография
Родился в селе Беречино Покровского уезда (округи) Владимирской губернии в 1799 или 1800 году в семье священника церкви Рождества Пресвятой Богородицы Ивана Тимофеевича. В декабре 1806 года поступил и в 1819 году окончил Владимирскую духовную семинарию. В 1816 году, 18 лет от роду, показал отличные способности и «совершенно достаточное прилежание», по предметам успевал «очень хорошо», поведение отмечено как «похвальное», жил на доходы с предоставленного ему дьяческого места.
Ещё во время обучения в семинарии, в 1817 году, будучи учеником среднего отделения, обратил, среди прочих, на себя внимание чтением составленных им и другими учениками стихов у гроба любимого ими инспектора Владимирской духовной семинарии профессора, преподавателя философии архимандрита Юрьевского Архангельского монастыря Иосифа (в миру Иван Алексеевич Березин) на церемонии его погребения.
После окончания семинарии поступил в Санкт-Петербургскую духовную академию (СПбДА), которую окончил в 1823 году со степенью магистра богословия. В августе 1823 года, после окончания академии, Делекторского назначили на должность профессора словесности Санкт-Петербургской духовной семинарии (по 1-му отделению), но уже 28 сентября его перевели в Петербургскую духовную академию бакалавром на кафедру греческого языка, а 11 февраля 1824 года Делекторского там же определили на кафедру общей словесности, преемником профессора Иванова. Впоследствии Делекторский был и экстраординарным профессором.
Преподавая словесность, Делекторский основное внимание уделял практике: изучению конкретных литературных произведений и их критическому разбору, отдавая внимание прежде всего слогу этих произведений. Теорию он затрагивал в меньшей степени. В русской словесности Делекторский за образцы слога брал произведения Жуковского и Пушкина, но не Ломоносова, Державина, Озерова, Хераскова и авторов подобного стиля, что по тем временам было довольно смело в духовных образовательных учреждениях, где даже некоторые произведения Карамзина, такие как «Марьина роща» и «Марфа Посадница», не рекомендовались для чтения семинаристами и студентами академии, считаясь идейно опасными. Образцом полагали проповеди современника Делекторского митрополита Филарета, которые Делекторский подвергал критике в части слога, позволяя себе для его характеристики такие слова, как «школярный», «надутый», «ребяческий».
Своё понимание предмета Делекторский изложил в «Упражнениях в пользу обучающихся словесности», изданных в двух книжках.
В 1828 году Ксенофонт Делекторский рукоположён во священника, назначен первым настоятелем построенной в том же году церкви святого благоверного князя Александра Невского при Министерстве иностранных дел Российской империи. 27 января 1832 года Делекторский привёл к присяге о непринадлежности к тайным обществам и неразглашении служебных тайн коллежского секретаря / титулярного советника, поэта Александра Пушкина, который поступил на службу в Коллегию иностранных дел, тогда подчинявшуюся МИДу, для работы в архиве.
В 1835 году отец Ксенофонт ушёл из Духовной академии по инициативе её ректора архимандрита Виталия (Щепетева), который старался избавиться от преподавателей, критиковавших взгляды и мнения митрополита.
Будучи ревностным проповедником, отец Ксенофонт обличал пороки аристократии «невзирая на лица». Проповеди его «отличались необыкновенною для того времени живостью слова и литературною отделкою». На него стали жаловаться, грозили запретом проповедовать, ссылкой в деревню. Дошло до императора Николая I, который однажды призвал отца Ксенофонта и сказал ему: «Вы, батюшка, ещё молоды обличать», на что Делекторский ответил: «Я не знаю, когда Господь позовет меня к суду, и, дондеже свет есть, должен трудиться для спасения души моих слушателей». Такой ответ понравился Императору, и Делекторского «оставили в покое».
В 1840 году отец Ксенофонт награждён золотым наперсным крестом. В 1841 году отец Ксенофонт и священник Андрей Райковский были назначены членами Петербургского духовного цензурного комитета.
Отец Ксенофонт скончался в Санкт-Петербурге в 1842 году, на 44-м году от рождения, похоронен там же, на Смоленском православном кладбище, могила утеряна.
После Делекторского настоятелем церкви св. Александра Невского при доме МИД определён в 1842 году Константин Иванович Боголюбов, магистр СПбДА XI курса (1835 г.), профессор СПбДС, бакалавр академии (1838), преподаватель закона Божия в реформатском училище и наблюдатель преподавания православного закона Божия в немецких училищах Санкт-Петербурга.

## Семья
- Супруга — дочь петербургского протоиерея Тимофея Алексеевича Вещезерова; Делекторский приходился свояком протоиереям И. С. Кочетову, С. К. Сабинину, М. И. Богословскому и И. В. Рождественскому[27].

## Сочинения

### Опубликованные
- Студент Ксенофонт Делекторский. Слово II. В день Архистратига Михаила и прочих бесплотных сил, 8 ноября 1822 года // Некоторые опыты упражнений воспитанников Санктпетербургской духовной академии, изданные по случаю испытания, при окончании пятаго учебнаго курса, 1823 года / С дозволения Санкт-Петербургской духовной цензуры. — СПб.: В типографии Медицинскаго департамента Минист. внутр. дел, 1823. — С. 20—32. — 110 с.
- Делекторский Ксенофонт Иванович. Упражнения в пользу обучающихся словесности (в 2-х книгах). — СПб., 1835.
- Делекторский Ксенофонт Иванович. Собрание слов священника Ксенофонта Делекторскаго. — СПб.: В тип. Морского Кадетского корпуса, 1847. — IV, 326 с.
- Свящ. Ксенофонт Делекторский. Проповеди. (1822-1842 гг.). — СПб.: Православное благотворительное о-во ревнителей веры и милосердия, 1901. — 262 с.
- Ксенофонт Делекторский. Слово в день св. Иоанна Златоустого (Отдел II) // Духовный учено-литературный журнал "Странник"  / В. В. Гречулевич. — СПб., 1860. — Вып. Ноябрь. — С. 365.

### Неопубликованные (в рукописи)
- Второй том проповедей[28];
- Переводы византийских историков Феофилакта Симокатты и Генезия[29].
- «Гомилетика» — конспекты, составленные 14.04.1842[30]. Рязанский архиепископ, преосв. Гавриил (Городков) в письме от 17.03.1843 к ректору СПбДА, епископу Афанасию Дроздову, в постскриптуме пишет о «Гомилетике» Делекторского, которую он просматривал и затем вернул обер-прокурору Св. Синода графу Протасову[31].